# Albert Jané
Albert Jané i Riera (Barcelona, 13 de agosto de 1930) es un poeta, gramático y traductor español en catalán, destacado por su faceta como director de la revista Cavall Fort.

## Biografía
Nació en 1930 en la ciudad de Barcelona. Estudió peritaje mercantil, pero pronto se decantó por la escritura y la gramática. Interesado en la docencia, desde 1958 a 1963 trabajó como profesor de catalán para adultos. Miembro del Instituto de Estudios Catalanes y de la Asociación de Escritores en Lengua Catalana, en 1990 fue galardonado por la Generalidad de Cataluña con la Creu de Sant Jordi y en 1997 con el Premio Nacional de Periodismo de Cataluña.
En 1963 se incorporó como redactor de la revista Cavall Fort, de la que después fue director (1979-1997). Como tal adaptó más de un centenar de títulos de tiras cómicas para el público infantil y juvenil. A su trabajo se le puede atribuir, por ejemplo, la traducción al catalán de Les Schtroumpfs (Els barrufets), conocidos en español como Los pitufos.
En 2024 es galardonado con el 56 Premio de Honor de las Letras Catalanas.

## Obras
A lo largo de su dilatada carrera es autor de diversos libros, especialmente de gramática y lingüística en catalán, entre los que destacan:
- 1961: Signe, normes pràctiques de gramàtica catalana
- 1967: Gramàtica essencial de la llengua catalana
- 1973: Aclariments lingüístics
- 1975: Rondalles de Catalunya
- 1977: Diccionari català de sinònims
- 1980: Rondalles d'arreu del món
- 1982: A la vora del foc
- 1988: Pas a pas
- 1991: Tal dia farà l'any
- 1998: Tres nadales i tres romanços, Premio de Poesía Parc Taulí 1998
- 2004: Els dies i els llocs
- 2008: Adaptación de la Odisea de Homero (Premio Crítica Serra d'Or de Literatura Infantil y Juvenil, 2009)